# Lille Métropole Tennis de table
 (signalé en mai 2025).
Si vous disposez d'ouvrages ou d'articles de référence ou si vous connaissez des sites web de qualité traitant du thème abordé ici, merci de compléter l'article en donnant les références utiles à sa vérifiabilité et en les liant à la section « Notes et références ».
- Archive Wikiwix
- Bing
- Cairn
- DuckDuckGo
- E. Universalis
- Gallica
- Google
- G. Books
- G. News
- G. Scholar
- Persée
- Qwant
- (zh) Baidu
- (ru) Yandex
- (wd) trouver des œuvres sur Wikidata

Actualités
Le Lille Métropole Tennis de table est un club de tennis de table situé à Lille. Il est créé en 2017 à la suite de la scission de la section Tennis de table avec l'ASPTT Lille Métropole. L'équipe masculine du club évolue pour la première fois de son histoire en Pro B pour la saison 2022-2023.

## Histoire du club

### ASPTT Lille Métropole (jusqu'en 2017)
L'essentiel des gros résultats collectif de la section pongiste du club omnisports a été réalisé par la section féminine qui a disputé de très nombreuses saisons dans les deux premières divisions nationale du Championnat de France ainsi que quelques participations à la Coupe d'Europe Nancy-Evans. 
Décrochant deux troisièmes place finale en Superdivision dans les années 1990, le club décroche en 2004 le meilleur classement de son histoire avec le titre de Vice-Championnes de France du Pro A en 2004 derrière l'USO Mondeville TTO. La saison suivante, l'équipe féminine se retire des championnats professionnels après une 4ème place finale en Pro A.
Les années suivantes, le club a pris un nouvel essor. Depuis 2011, l'équipe fanion gravit tous les échelons. La saison 2012-2013, elle remporte la 3e place aux play-Off et accède en Nationale 2. La saison suivante voit l'ASPTT Lille Métropole Tennis de Table recouvrir son meilleur niveau en masculin. Elle évolue depuis en Nationale 1. La section tennis de table se retire du club omnisports en 2017 pour créer sa propre structure : le Lille Métropole Tennis de table.

### Lille Métropole Tennis de table
Malgré la création d'une nouvelle association, l'équipe première masculine conserve sa place en Nationale 1 pour la première phase de la saison 2017-2018. Ambitieux, le club décroche le titre de champions de France de Nationale 1 après sa victoire en finale contre l'Alliance Montpellier-Nîmes en 2021. Pour sa première saison professionnelle, Lille se maintient in extremis à la 9ème place face à l'EP Isséenne et disputera une deuxième saison dans une Pro B Hommes qui va passer de huit a douze équipes pour la saison 2022-2023.

## Palmarès

### Section masculine
- Champions de France de Nationale 1 en 2021
- Vice-champion de France des clubs par équipes en Benjamins (Mont-de-Marsan 2008)
- 3e aux play-off nationale 3 en 2013
- Champion de la Coupe de Vérone 2013

### Section féminine (ASPTT)
- Championnat de France Pro A/Superdivision :
  - Vice-championnes de France en 2004
  - Troisièmes de la Superdivision en 1993 et 1994
- Championnat de France Nationale puis /Nationale 1 (3):
  - Championnes en 1984 (Nationale 2), 1992 et 2003 (Nationale 1)
- 8èmes de finaliste de la Coupe d'Europe Nancy-Evans en 2004